# Vatroslav Murvar
Vatroslav Murvar, (Mostar, 21. ožujka 1920. – Brookfield, 12. lipnja 1997.), bio je hrvatski pravnik, profesor na sveučilištu Wisconsin Milwaukee.

## Životopis
Vatroslav Murvar rođen je u Mostaru, srednju školu završio je u Sarajevu, a Pravni fakultet u Zagrebu, gdje je i doktorirao pravne i političke znanosti ("državne znanosti"). Piše publicistička djela, eseje, sociološke analize i dr.
Godine 1945. kao politički emigrant napušta domovinu za čiju se samostalnost borio. Jedno je vrijeme boravio u Italiji, u Rimu, da bi se kasnije stalno nastanio u Sjedinjenim Američkim Državama, gdje je napisao više knjiga i rasprava na hrvatskom i engleskom jeziku, u kojima se uglavnom bavio aktualnim pitanjima svoje domovine u koju se nije smio vratiti, a bio je i jedan od redovnih suradnika Hrvatske revije.
Sav njegov dugogodišnji rad hrvatskoj je javnosti ostao do danas uglavnom nepoznat, od čega odstupa jedino njegova knjiga Na izvorima neistina iz 1941. godine, čiji je sadržaj postao ponovno važan početkom 1990-ih.
Pisao je o naseljavanju Vlaha u Hrvatsku, Boki kotorskoj, Maxu Weberu, narodnosti i vjeri Muslimana u Bosni, Hercegovini i Sandžaku, teorijama nacija i dr.
Članke je objavljivao u Ognjištu i Hrvatskoj reviji. U Hrvatskoj reviji objavljivao je 1951. (Islamizacija i značenje islamskih Hrvata u islamskom svijetu, sv. 1., str. 22-29., Hrvatsko obilježje Bosne i Hercegovine u tursko doba, sv. 2., str. 131-138., Dr. Stjepan Sakač, sv. 2., str. 158-159.), 1957. ("Bosanska Crkva" u djelu o. Dra. Fra Lea Petrovića, sv. 2., str. 131-138.) i 1990. (Boka kotorska u hrvatskoj kulturi, sv. 2., str. 395-405., Na periferiji hrvatstva, sv. 4., str. 810-830.).

## Djela
- Na izvorima neistina, I-II, Zagreb, 1941. - na znanstven način[2][3] raskrinkane laži, izmišljotine i krivotvorine velikosrpske ideologije i propagande od Vuka Karadžića, njenog idejnog osnivača, preko najeminentnijih pojava srpske kulture i znanosti (Jovan Skerlić, Jovan Cvijić, Aleksa Ivić, Slobodan Jovanović, Stojan Protić, Stanoje Stanojević).[3] Ovo povijesnopublicističko djelo ponovno je izdano 1999. godine u Mostaru pod istim naslovom (urednik Zdravko Kordić)[5] a iste godine[6] zbog svoje aktualnosti[2][3] i od nakladnika Croatiaprojekt iz Zagreba pod naslovom Na izvorima srpskih neistina (urednik Mladen Letić).
- Hrvatska i Hrvati: državno sociološki prikaz u 17 eseja, Chicago, 1953.
- Russian social monism and American social pluralism, 1959.
- Max Weber's concept of hierocracy: A study in typology, Milwaukee, 1965.
- The Balkan Vlachs: a typological study, 1978.
- Submerged nations: an invitation to theory: Bibliography on one major case study, Wisconsin, 1982.
- The quest for nationhood: some theoretical perspectives on submerged nations and separatism, 1982.
- Max Weber today: an introduction to a living legacy : selected bibliography, Brookfield-Wisconsin, 1983.
- Max Weber's political sociology: a pessimistic vision of a rationalized world, Westport, 1984. (suautor Ronald M. Glassman)
- Theory of liberty, legitimacy, and power: new directions in the intellectual and scientific legacy of Max Weber, London-Boston, 1985.
- Nation and religion in Central Europe and the Western Balkans: the Muslims in Bosna, Hercegovina and Sandžak: a sociological analysis, Brookfield, 1989.
- Murders in the Parliament and the academic world, mass murders in the mosques and churches,  Brookfield, 1996.

Prireditelj Ante Selak ga je uvrstio u zbirku Sudbine i djela: književnost, umjetnost, jezikoslovlje (dio cjeline Hrvatska revija u egzilu 1951. – 1990.), a prireditelj Ivan Mužić u zbirku radova Vlasi u starijoj hrvatskoj historiografiji.
Autor je pogovora za pretisak knjige Savića Markovića Štedimlije Crvena Hrvatska.

## Vanjske poveznice
- Popisi djela:
  - Googlebooks
  - Abebooks
- Na izvorima srpskih neistina